# 甲南駅
甲南駅（こうなんえき）は、滋賀県甲賀市甲南町深川（こうなんちょうふかわ）にある、西日本旅客鉄道（JR西日本）草津線の駅である。

## 歴史
貴生川駅開業以前は、当駅が甲南・水口地域の主要ターミナルとして機能していた。また、長野北出から深川駅まで約17 kmにわたり信楽索道の支柱が設置され、1928年（昭和3年）から信楽焼の運送が開始されたが、落下事故などが多く約2年で廃止された。

### 年表

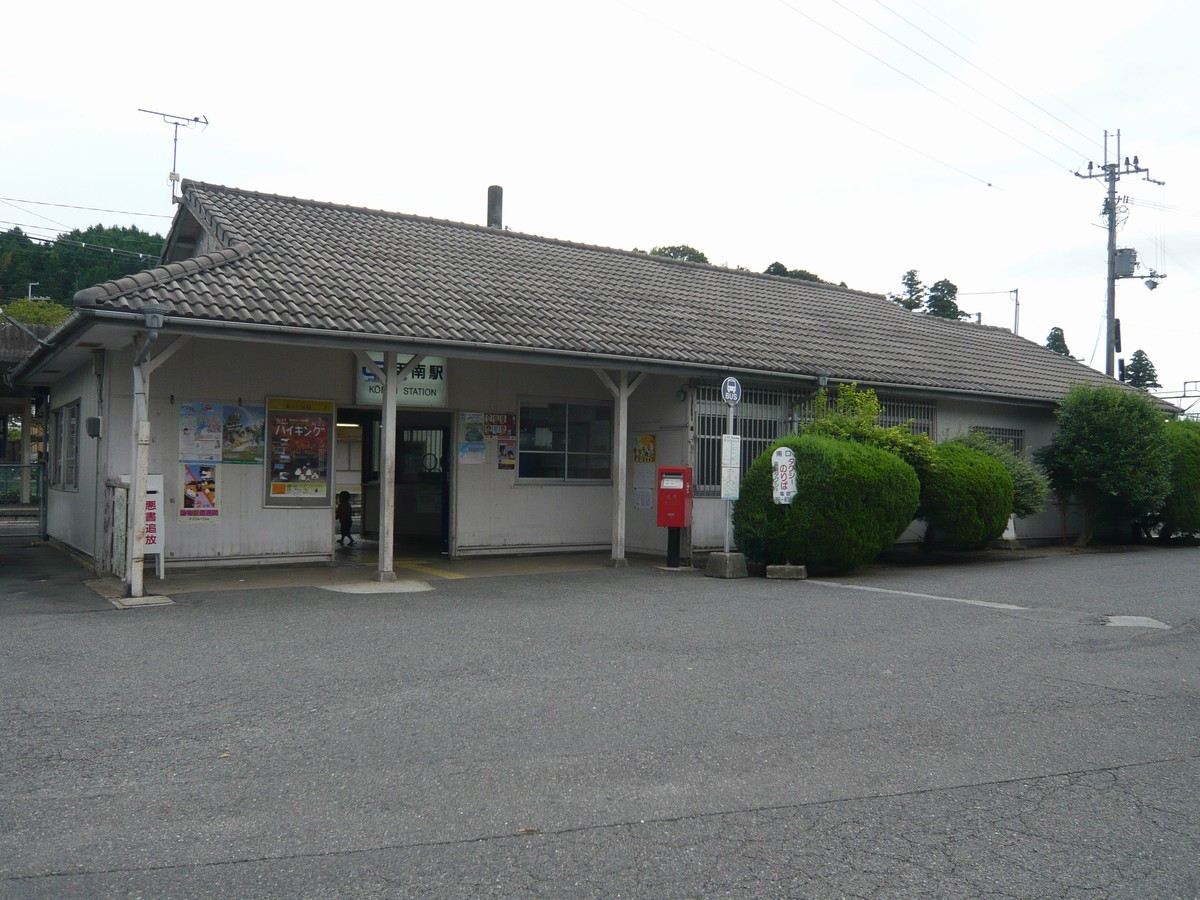
旧駅舎（2007年9月）

- 1890年（明治23年）2月19日：関西鉄道の柘植駅 - 三雲駅間延伸時に深川駅（ふかわえき）として開業[2]。
- 1907年（明治40年）10月1日：関西鉄道国有化により[2]、帝国鉄道庁の駅となる。
- 1909年（明治42年）10月12日：線路名称制定。草津線の所属となる[4]。
- 1955年（昭和30年）5月：甲南町（当時）が日本国有鉄道に対して深川駅から甲南駅に改称するよう陳情する[5]。
- 1956年（昭和31年）4月10日：甲南駅に改称[6]。
- 1962年（昭和37年）10月1日：貨物の取り扱いを廃止[2]。
- 1984年（昭和59年）2月1日：荷物扱い廃止[2]。
- 1987年（昭和62年）4月1日：国鉄分割民営化に伴い、西日本旅客鉄道の駅となる[2]。
- 2018年（平成30年）3月17日：ICカード「ICOCA」の利用が可能となる[7]。ICカード専用簡易改札機で対応。
- 2019年（令和元年）5月11日：駅舎を鉄骨2階建て橋上駅へ改築。北側から出入りが可能となった他、バリアフリーにも対応[8]。

## 駅構造
相対式ホーム2面2線を持ち、列車交換が可能な橋上駅。2019年5月11日に橋上駅に改築され、自由通路内に改札が新設された。
駅舎内には窓口と自動券売機が設置されているが、自動改札機は設置されておらず、当駅以東はICOCA等のICカード専用カードリーダーのみが置かれる。なお、管理は草津駅が行っている。

### のりば
| のりば | 路線   | 方向 | 行先             |
| ------ | ------ | ---- | ---------------- |
| 1      | 草津線 | 上り | 柘植方面         |
| 2      | 草津線 | 下り | 貴生川・草津方面 |

- 長らくのりば番号の設定がなかったが、2009年頃にのりば番号標が設置された。

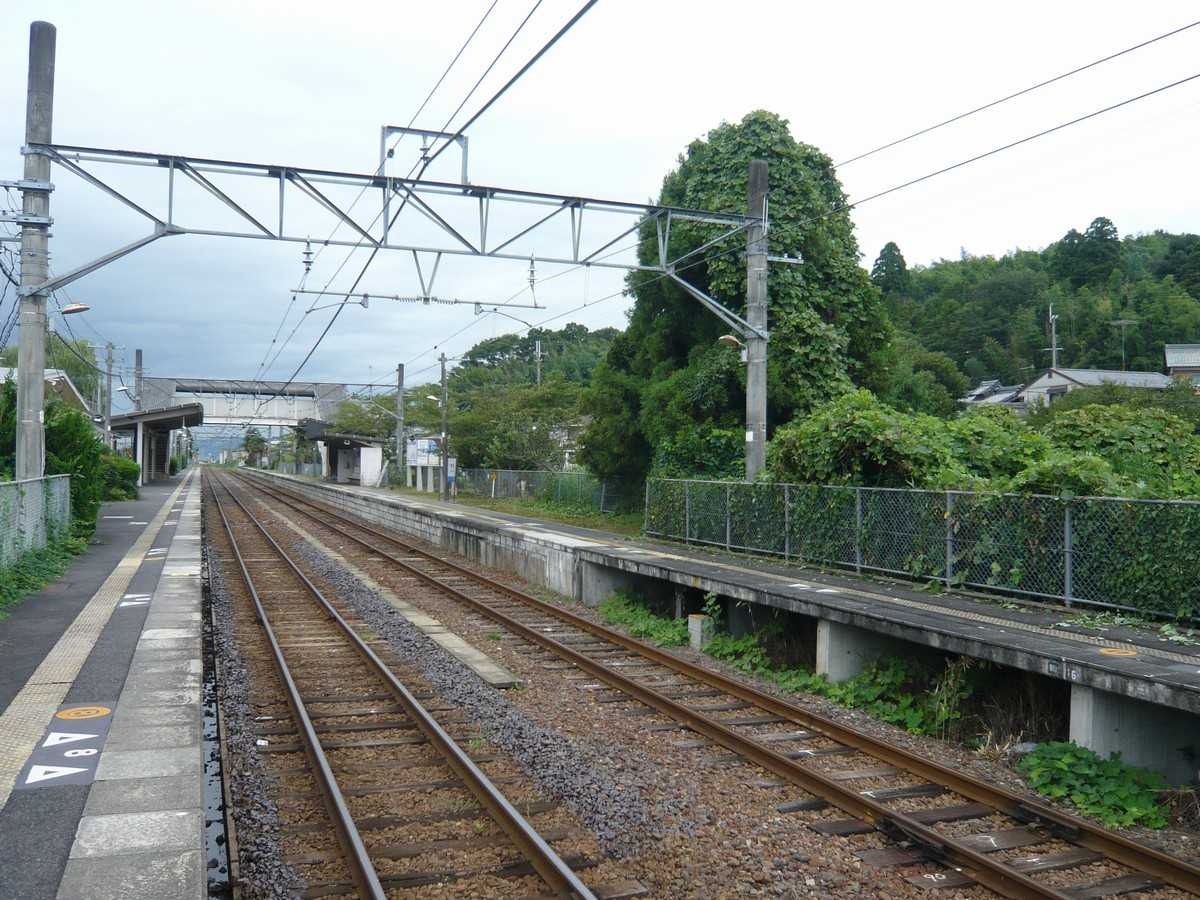
ホーム（2007年9月）

## 利用状況
JR西日本の移動等円滑化取組報告書によれば、2023年度の1日当たりの利用者数は1,428人。「滋賀県統計書」によると、1日平均の乗車人員は以下の通り。
| 年度   | 1日平均 乗車人員 | 出典        |
| ------ | ---------------- | ----------- |
| 1992年 | 1,057            | [ 統計 2 ]  |
| 1993年 | 1,103            | [ 統計 3 ]  |
| 1994年 | 1,112            | [ 統計 4 ]  |
| 1995年 | 1,131            | [ 統計 5 ]  |
| 1996年 | 1,153            | [ 統計 6 ]  |
| 1997年 | 1,144            | [ 統計 7 ]  |
| 1998年 | 1,201            | [ 統計 8 ]  |
| 1999年 | 1,175            | [ 統計 9 ]  |
| 2000年 | 1,217            | [ 統計 10 ] |
| 2001年 | 1,223            | [ 統計 11 ] |
| 2002年 | 1,181            | [ 統計 12 ] |
| 2003年 | 1,172            | [ 統計 13 ] |
| 2004年 | 1,196            | [ 統計 14 ] |
| 2005年 | 1,209            | [ 統計 15 ] |
| 2006年 | 1,191            | [ 統計 16 ] |
| 2007年 | 1,178            | [ 統計 17 ] |
| 2008年 | 1,168            | [ 統計 18 ] |
| 2009年 | 1,144            | [ 統計 19 ] |
| 2010年 | 1,127            | [ 統計 20 ] |
| 2011年 | 1,091            | [ 統計 21 ] |
| 2012年 | 1,048            | [ 統計 22 ] |
| 2013年 | 1,038            | [ 統計 23 ] |
| 2014年 | 949              | [ 統計 24 ] |
| 2015年 | 926              | [ 統計 25 ] |
| 2016年 | 884              | [ 統計 26 ] |
| 2017年 | 856              | [ 統計 27 ] |
| 2018年 | 856              | [ 統計 28 ] |
| 2019年 | 807              | [ 統計 29 ] |
| 2020年 | 627              | [ 統計 30 ] |
| 2021年 | 642              | [ 統計 31 ] |
| 2022年 | 694              | [ 統計 32 ] |

## 駅周辺
杣川から北へ少し離れた所にあり、駅付近は細い路地が入り組んでいる。駅南側には駐在所・小学校・図書館があり、杣川を渡ると市役所支所を経て滋賀・三重県道4号線に至るが、甲賀流忍術屋敷や新名神高速道路の甲南IC（甲南PAを併設）はそこから更に南側へやや離れた所にある。駅北東側には「ニューポリス」という住宅街があり、その付近には総合病院・運動公園・歴史博物館が建つ。駅北西側には工具メーカーの工場があり、そこから北西（貴生川駅方面）へ進むと田畑が大きく広がる。
- 甲賀市役所甲南第一地域市民センター（旧甲南支所）
- 甲賀市甲南図書交流館
- 甲賀市立甲南第一小学校
- 甲賀警察署深川警察官駐在所
- 甲南体育館・甲南グラウンド
- 甲南病院
- 甲南中央運動公園
  - 甲南B&G海洋センター - 体育館のみ[10]
- 甲南ふれあいの館 - 地元の生活民具や農具などの展示施設[11][12]
- ナニワトイシ滋賀工場
- 浄福寺 - 甲賀西国三十三所観音霊場第16番[13]
- 矢川神社
- 八幡神社
- 滋賀県道・三重県道4号草津伊賀線
- 滋賀県道124号甲南停車場線
  - 甲南大橋 - 杣川に架かる橋の1つ
- 滋賀県道127号小佐治甲南線
- 杣川

## バス路線
駅前ロータリー内に「甲南駅」停留所があり、甲賀市コミュニティバスの路線が発着する。
甲賀市コミュニティバス
- 環状線
  - 甲南病院 / 南センター

※平日の昼頃と夕方のみ運行。甲南病院を基点として運行する循環路線のため、当駅を2回経由する（夕方に運行する便を除く）。
- 寺庄 - 甲南 - 甲賀病院線
  - 甲賀病院 / 寺庄駅（北口）

※平日に1往復（甲賀病院行きは朝に1便、寺庄駅（北口）行きは昼に1便）のみ運行。
注記
- お盆（8月13日 - 8月16日）・年末年始（12月29日 - 翌年1月4日）は平日となる日であっても、全便運休となる。

その他
- 当駅には甲南・寺庄の各地区とその周辺地区を運行するデマンドタクシー路線（甲南コミタク）も乗り入れる（※要予約）[14]。

## 隣の駅
西日本旅客鉄道（JR西日本）
 草津線
寺庄駅 - 甲南駅 - 貴生川駅

### 記事本文

### 利用状況
1. 1 2  “移動等円滑化取組報告書（鉄道駅）（令和5年度）”.   西日本旅客鉄道. 2025年3月15日閲覧。
2. ↑  平成4年滋賀県統計書
3. ↑  平成5年滋賀県統計書
4. ↑  平成6年滋賀県統計書
5. ↑  平成7年滋賀県統計書
6. ↑  平成8年滋賀県統計書
7. ↑  平成9年滋賀県統計書
8. ↑  平成10年滋賀県統計書
9. ↑  平成11年滋賀県統計書
10. ↑  平成12年滋賀県統計書
11. ↑  平成13年滋賀県統計書
12. ↑  平成14年滋賀県統計書
13. ↑  平成15年滋賀県統計書
14. ↑  平成16年滋賀県統計書
15. ↑  平成17年滋賀県統計書
16. ↑  平成18年滋賀県統計書
17. ↑  平成19年滋賀県統計書
18. ↑  平成20年滋賀県統計書
19. ↑  平成21年滋賀県統計書
20. ↑  平成22年滋賀県統計書
21. ↑  平成23年滋賀県統計書
22. ↑  平成24年滋賀県統計書
23. ↑  平成25年滋賀県統計書
24. ↑  平成26年滋賀県統計書
25. ↑  平成27年滋賀県統計書
26. ↑  平成28年滋賀県統計書
27. ↑  平成29年滋賀県統計書
28. ↑  平成30年滋賀県統計書 (PDF)
29. ↑  令和元年滋賀県統計書 (PDF)
30. ↑  令和2年滋賀県統計書 (PDF)
31. ↑  令和3年滋賀県統計書 (PDF)
32. ↑  令和4年滋賀県統計書 (PDF)